# Хейберг, Гуннар

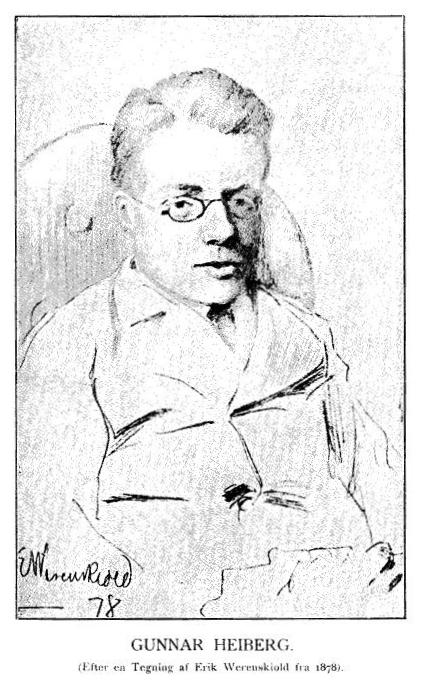
Эрик Вереншельд, Портрет Гуннара Хейберга (1878)

Гуннар Эдвард Роде Хейберг (норв. Gunnar Edvard Rode Heiberg; 18 ноября 1857, Христиания, ныне Осло, Норвегия — 22 февраля 1929, там же) — норвежский драматург, журналист, критик и театральный режиссёр.

## Биография
Творчество Хейберга находилось под влиянием таких мастеров XIX столетия, как Г. Ибсен и Э. Золя. Работая в 1880-е годы в Бергенском театре, Хейберг ставит там пьесы Г. Ибсена. В драматургии и своей режиссёрской деятельности был сторонником экспрессионизма. Так как театральное новаторство Хейберга зачастую носило скандальный характер, некоторые поставленные им пьесы были освистаны публикой. К наиболее известным написанным им драматическим произведениям относятся пьесы «Тётка Ульрика» (1884), «Король Мидас» (1890), «Балконы» (1894) и «Трагедия любви» (1904).
Начиная с 1882 года Хейберг работает журналистом и театральным критиком для крупных норвежских газет — «Дагбладет» и «Фердес Ганг». В 1884—1888 годах он руководил театром «Национальная сцена» в Бергене.